# Ahmed Kheireddine
Pour les articles homonymes, voir Kheireddine.
Ahmed Kheireddine (arabe : أحمد خيرالدين), né en 1905 à Tunis et décédé le 25 juillet 1967, est un poète et écrivain tunisien.

## Biographie
Bien que fils de commerçant tunisois, il est l'arrière-petit-fils de Kheireddine Kahia, haut fonctionnaire et général mamelouk mort en 1856. Kheireddine effectue ses études à la Zitouna et devient instituteur dans une médersa située non loin de là, puis secrétaire au sein de la Zitouna. Sa fréquentation des milieux lettrés l'amène, en 1938, à rejoindre Othman Kaak au sein du service arabe de la nouvelle radio nationale. Il devient parolier pour plusieurs pièces de théâtre radiophoniques, dont la fameuse Haj Klouf diffusée pendant le mois de ramadan. Il écrit aussi pour les artistes de La Rachidia, vénérable institution musicale tunisienne, notamment pour les artistes Khemaïs Tarnane, Ali Riahi et Hédi Jouini.
Selon le maestro Salah El Mahdi, Kheireddine est le compositeur de la mélodie de Humat Al-Hima, l'actuel hymne national tunisien.